# Sery pleśniowe
Ser pleśniowy – gatunek sera wytwarzanego z mleka i podpuszczki. Mogą być porastane niebieską, zieloną lub białą pleśnią. Do najbardziej znanych należą m.in.: 
- Brie
- Camembert
- Roquefort
- Gorgonzola
- Bleu de Bresse
- Coulommiers.